# 聖胡安德拉比爾亨區
3°37′39″S 80°26′00″W / 3.6275°S 80.4332°W
聖胡安德拉比爾亨區（西班牙語：Distrito de San Juan de la Virgen），是秘魯的一個區，位於該國西北部通貝斯大區的通貝斯省，始建於1871年1月12日，面積118.7平方公里，海拔高度40米，2005年人口3,780人，人口密度每平方公里32人。